# Schott von Schottenstein

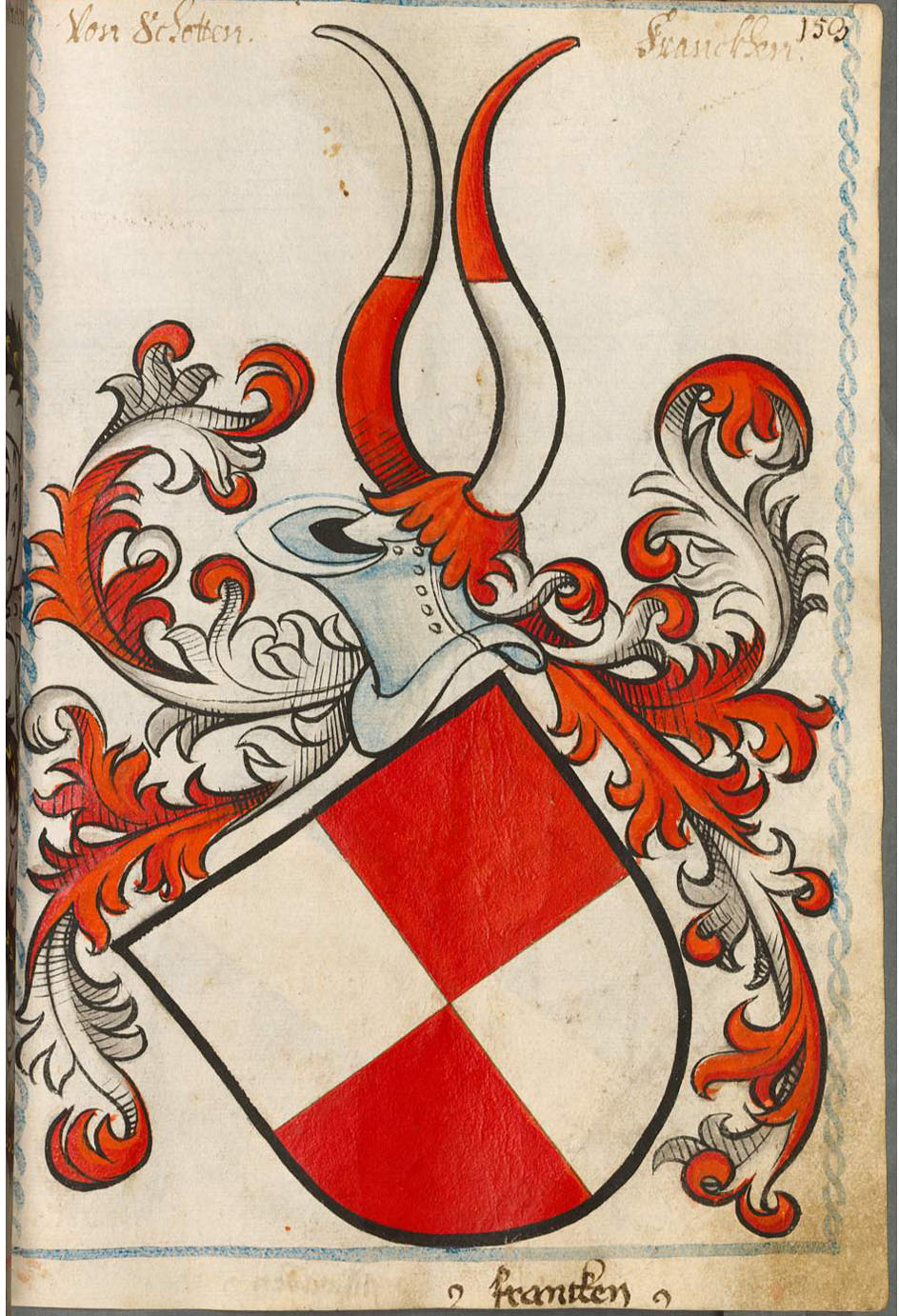
Wappen nach dem Scheiblerschen Wappenbuch

Schott von Schottenstein (auch die Schotten) ist der Name eines alten fränkischen Adelsgeschlechts.

## Geschichte
Der Stammvater des Geschlechts war wohl Heinrich Schott, der 1260 erwähnt wurde. Er war der erste Träger dieses Namens. Heinrich stand im Lehensverhältnis zu den fränkischen Grafen von Castell (gleiches Wappen mit anderer Helmzier).
Die Brüder Heinrich, Ludwig und Engelhard Schott entsagten 1267 unter ihrem jetzigen Landesherren, den Grafen von Henneberg, den Zehnten in Wolfsdorf (heute ein Ortsteil der Stadt Bad Staffelstein) und Wallenstedt (heute ein Ortsteil der Stadt Lichtenfels) zugunsten der Grafen von Oettingen. Das Eigentumsrecht dieser Zehnten verwendete Graf Ludwig V. von Oettingen in einer undatierten Urkunde (um 1278) zur Stiftung eines Jahrestages im Kloster Langheim für seinen verstorbenen Bruder Konrad. Noch 1303 verkaufte Ludwig Schott in einer zu Coburg gegebenen Urkunde drei Güter in Watzendorf (heute ein Ortsteil der Gemeinde Großheirath) an das Kloster Langheim.
Seit Ende des 14. Jahrhunderts hatten die Schott bedeutende Lehen von der Abtei Fulda. Wegen eines ihrer Stammsitze, dem sie den Namen Schottenstein (heute ein Ortsteil der Gemeinde Itzgrund) gegeben hatten, wurden sie in die Reichsritterschaft des Kantons Baunach aufgenommen und führten seit dem den Namen Schott von Schottenstein. In Schottenstein gab (bzw. gibt) es mehrere Rittersitze derer von Schott: 

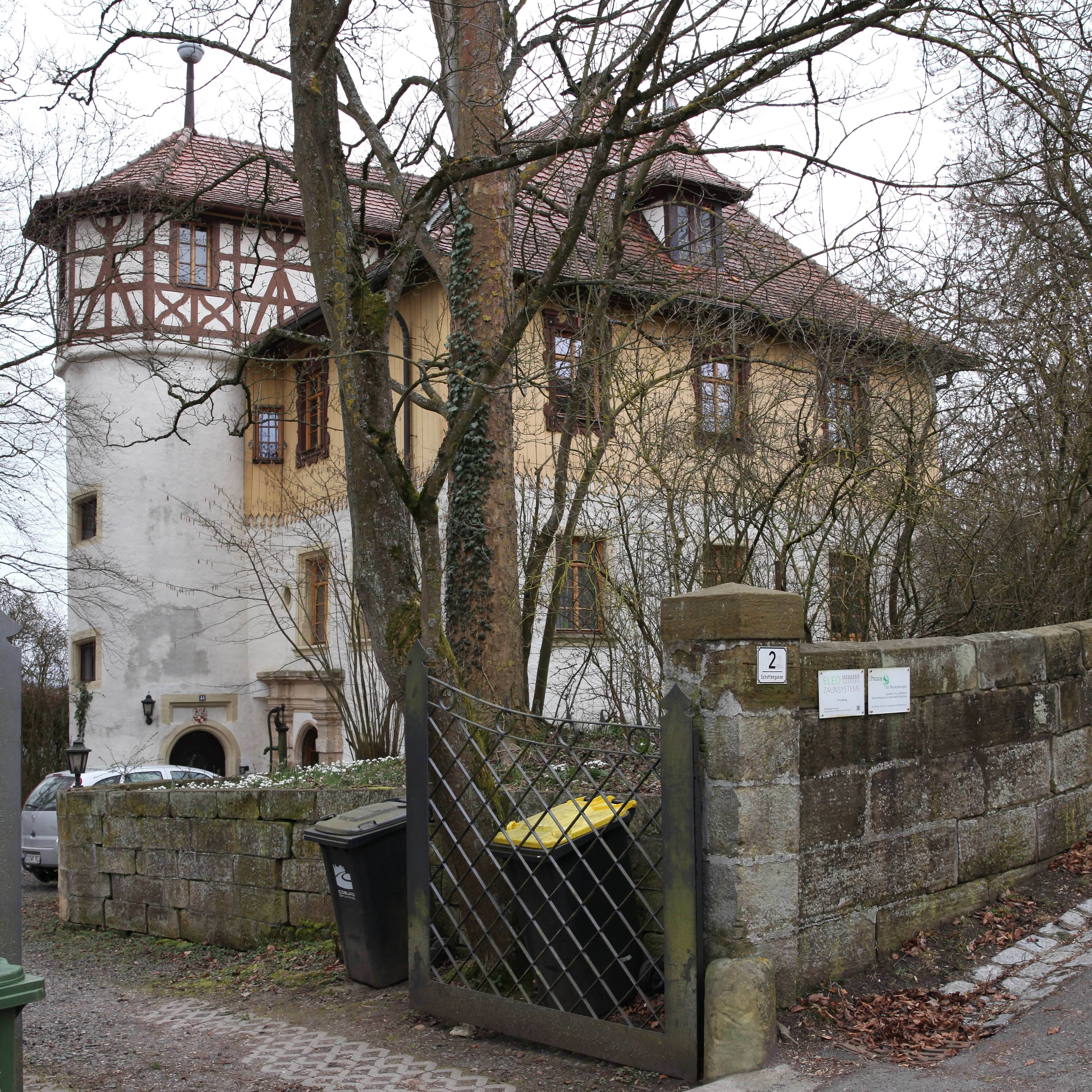
Schottenstein, Mittleres Schloss
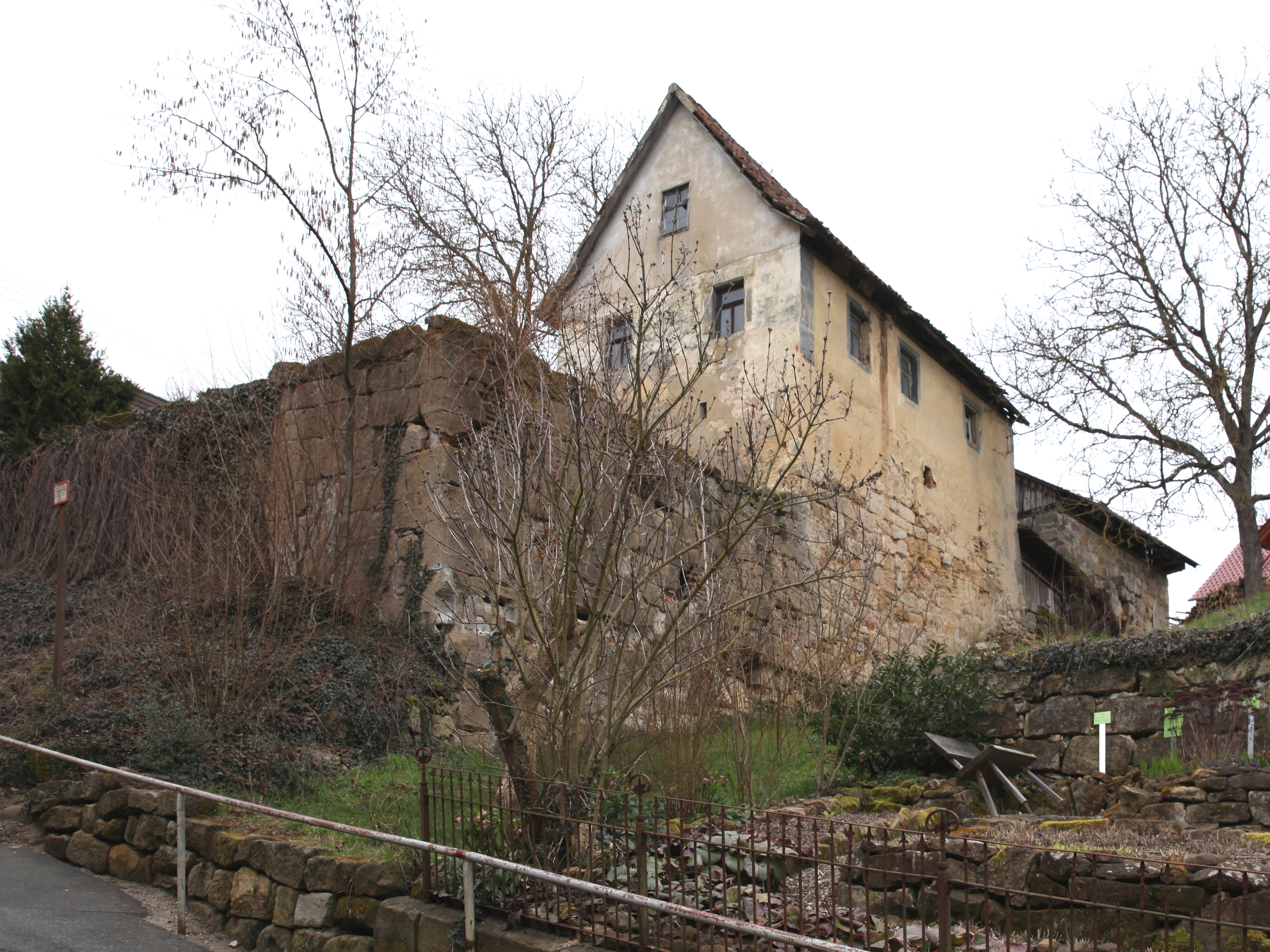
Schottenstein, Unteres Schloss

Ein Hanß Schott von Schottestein zu Stockenfels und Fischbach war Kurpfälzischer Rat und Hofmeister zu Amberg und starb mit 37 Jahren 1571.
Johann Christian Max Schott von Schottenstein zu Stockenfels wurde von Kurfürst Maximilian II. Emanuel am 16. Januar 1691 in den Freiherrstand erhoben. Johann Friedrich Karl Schott von Schottenstein, fürstlich nassauischer Oberjägermeister, brachte 1770 durch Heirat das Rittergut Bläsiberg (nahe der Stadt Wiesensteig) in Württemberg in die Familie. Auch die Nachkommen seines Bruders Johann Siegmund Schott von Schottenstein, oettingen–wallersteinscher Oberjägermeister, ließen sich in Württemberg nieder. Bei der Errichtung der Adelsmatrikel im späteren Königreich Württemberg wurde die Familie bei der Freiherrenklasse eingetragen. Maximilian Freiherr Schott von Schottenstein war königlich- württembergischer General der Infanterie, Kriegsminister und von 1900 bis 1901 Ministerpräsident. Die letzte lebende Schott von Schottenstein heiratete in die Familie der Freiherren Löffelholz von Kolberg.

### Schott (von Schottenstein), genannt Hopf(f)er

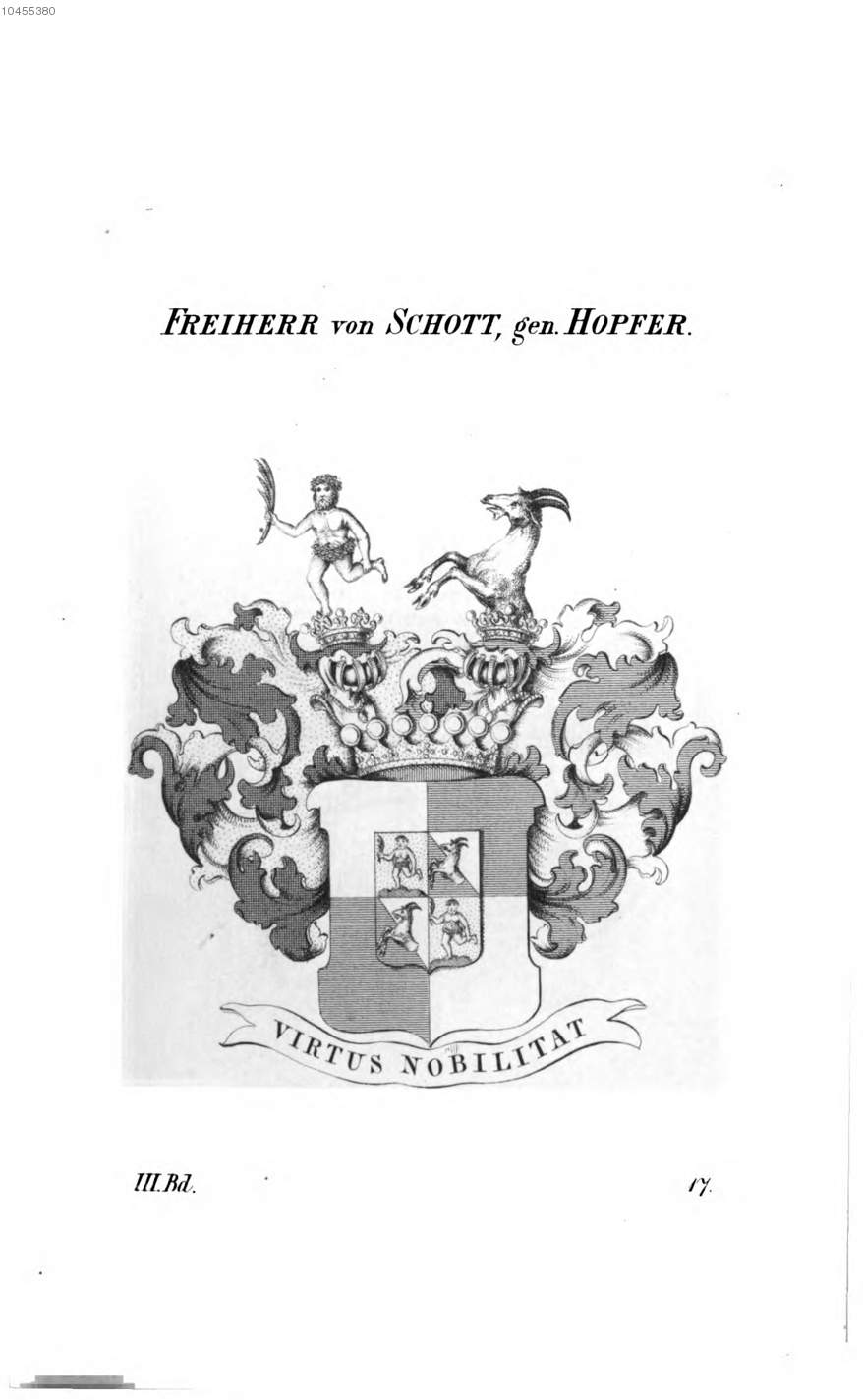
Vereinigtes Wappen Schott von Schottenstein-von Hopfer

Johann Friedrich Carl Schott von Schottenstein (1737–1789) aus dem nassauischen Zweig, fürstlich nassau-usingischer Oberjägermeister, heiratete 1770 Marie Susanne Elisabeth Freiin von Hopffer und nahm deren Familiennamen zu seinem hinzu und gelangte in den Besitz des von den Hopffer rührenden Familienfideikommisses Rittergut Bläsiberg im Oberamt Tübingen.

## Wappen
Blasonierung: Das Stammwappen ist von Silber und Rot quadriert; auf dem gekrönten Helm sind zwei silber-rot und rot-silber geteilte Stierhörner; die Helmdecke ist ebenfalls rot-silbern.

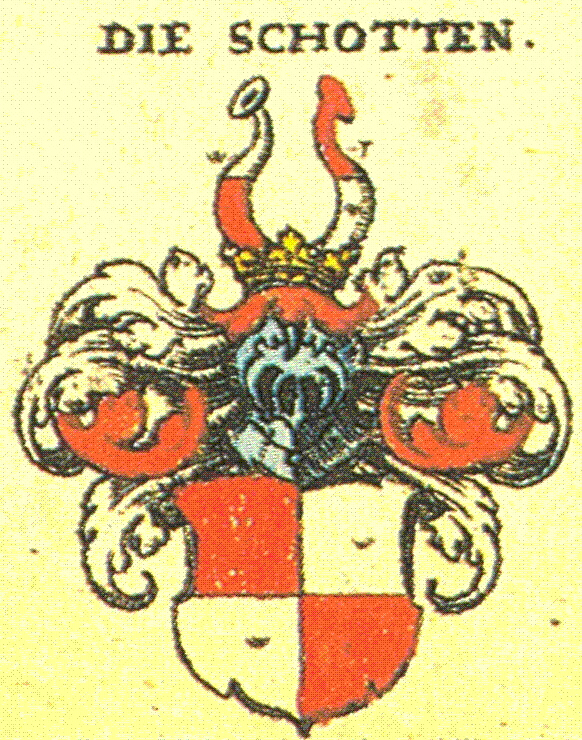
Wappen aus Siebmachers Wappenbuch
Doppelwappen Sparneck–Schott an einer Säule in der Weißdorfer Kirche

## Namensträger
- Adelheid Schott von Schottenstein auf Gut Mauren, Tochter von Karl Schott von Schottenstein
- Konrad Schott von Schottenstein († 1526), Reichsritter und Weggefährte Götz von Berlichingens, galt Zeitgenossen wegen seiner Grausamkeit als „Seellos Mann“
- Eduard Schott von Schottenstein (1822–1897), Oberamtmann in Böblingen und Hofmarschall der Königinmutter, Sohn von Karl Schott von Schottenstein
- Lutz Schott von Schottenstein († 1484), stand in militärischen Diensten von Pfalzgraf Friedrich dem Siegreichen
- Friedrich Schott von Schottenstein (1812–1895), Forstmann
- Karl Schott von Schottenstein (1792–1882), Regierungsdirektor, Landtagsabgeordneter
- Karl Adolf Schott von Schottenstein (1723–1786), königlich preußischer Generalmajor
- Max Schott von Schottenstein (1836–1917), kgl. württembergischer Kriegsminister und Ministerpräsident, Sohn von Karl Schott von Schottenstein
- Sarah Freiin Schott von Schottenstein, Mutter von Friedrich von Prittwitz und Gaffron